# デイヴ・グロール
デヴィッド・エリック・グロール（David Eric Grohl、1969年1月14日 - ）は、アメリカのロックミュージシャン。フー・ファイターズのボーカル・ギター、ニルヴァーナの元ドラマー。
2016年にローリング・ストーン誌の「グレイテスト・ドラマー・オブ・オールタイム」で27位に選ばれ、2014年にニルヴァーナのメンバーとして、2021年にフー・ファイターズのメンバーとしてロックの殿堂入りした。

## 経歴

### 生い立ち - 初期の音楽活動
オハイオ州ウォーレンで生まれる。母親は教師で、父親であるJames Harper Grohl(1938 - 2014)は当時、記者を務めていた。幼少期にバージニア州スプリングフィールドへ移る。転居してから3年後に両親が離婚し、姉と共に母に引き取られる。
12歳の時にギターを始める。数年後、熱烈なパンク・ロックファンであった従姉の影響でパンクに目覚める。その後、友人とバンドを結成し最初はギターを担当していたが、しばらく後にドラムに転向する。13歳の時にシカゴのThe Cubby Bearにて、初コンサートを行った。
バージニア州のトーマス・ジェファーソン高校へ入学。しかし、過度の大麻吸引をしていた為、母親によってカトリック系のビショップ・アイルトン高校へと転入させられる。2年間は在籍していたものの、バージニア州のアナンデール高校へと転入した。
高校生活の間に、グロールは幾つかの地方バンドで演奏していた。Freak Babyというバンドでの活動中、ベースメンバーが脱退したのを契機に、ドラマーへと転向した。これを契機にFreak Babyはバンド名をMission Impossibleへと改名し、グロールはバンドの再建に努めた。

### スクリーム(1986–1990)

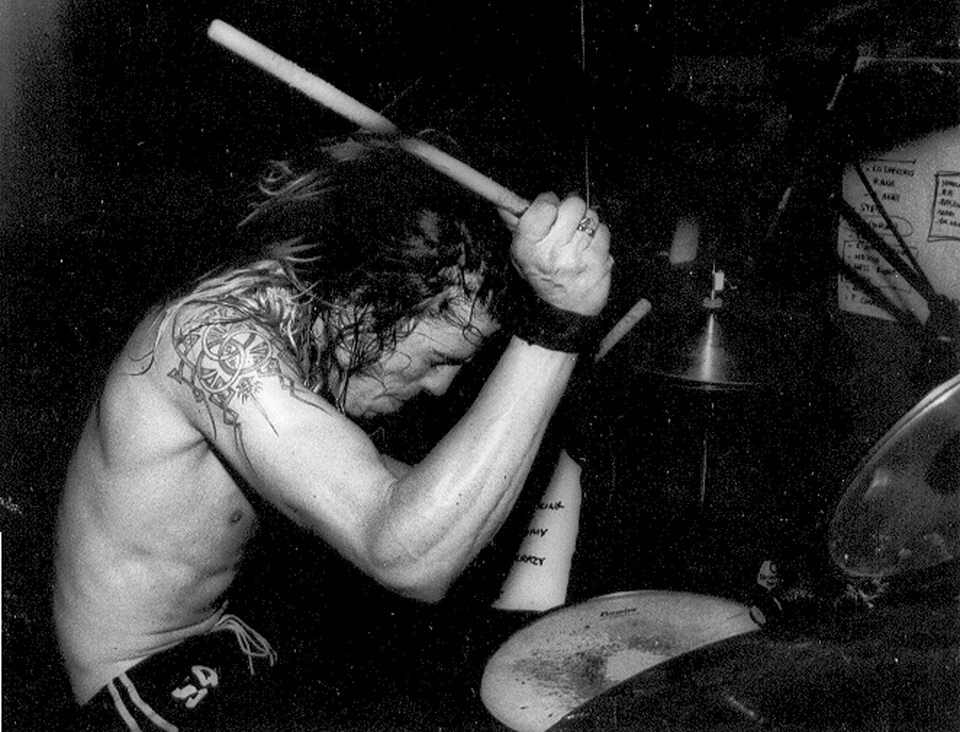
ドラムを叩くグロール（1988年）

17歳で高校を中退すると、ドラマーのKent Staxが脱退したスクリームへ加入。加入するに当たり、グロールは年齢を20歳に偽っていた。4年間の活動期間内で、ライブアルバム、Your Choice Live Series Vol.10、スタジオアルバムのNo More CensorshipとFumbleに参加した。Fumbleに収録されている"Gods Look Down"では、作詞とボーカルを務めた。
スクリームに在籍中、グロールはメルヴィンズのファンになり、バンドメンバーとも交友関係を始めた。
1990年にスクリームは唐突に解散してしまう。グロールはメルヴィンズのバズ・オズボーンに電話で相談し、ニルヴァーナが新しいドラマーを探していることを知る。バズはニルヴァーナのノヴォセリックにグロールの電話番号を教え、彼をシアトルに誘った。グロールはドラムセットだけを持ってシアトルへと渡る。その後しばらくカート・コバーンの家に寝泊りし、ニルヴァーナのオーディションを受ける。過去に在籍したドラマーの技術に不満を持ち続けていたコバーンは、グロールのドラミングを絶賛、即座に加入が決まった。

### ニルヴァーナ
デイヴ加入後にリリースされたアルバム『ネヴァーマインド』は全世界で2,000万枚近いヒットを記録し、ニルヴァーナを一躍スターダムに押し上げる。『ネヴァーマインド』のヒットには、コバーンのソングライターとしての才能もさることながら、グロールの優れたドラミングとコーラスワークも貢献していると評価する専門家やファンも少なくない。
『イン・ユーテロ』からシングルカットされた『ハート・シェイプト・ボックス』のカップリング曲「マリゴールド」ではグロールが作詞・作曲・ボーカルを務めており、これはニルヴァーナのオリジナル曲では唯一、コバーン以外のメンバーによる作品となっている。
1994年4月にコバーンが自殺したことでニルヴァーナは解散。2014年にはマイケル・スタイプの協力により、ロックの殿堂入りを果たした。

### フー・ファイターズ
ニルヴァーナ解散後、グロールはニルヴァーナ時代から密かに作り続けていた楽曲のレコーディングを開始。ほぼ全ての楽器を自ら担当し、1995年、それらの楽曲をソロプロジェクト「フー・ファイターズ」のファーストアルバムとしてリリースする。その後、ギタリストのフランツを初めとするメンバーを集め、フー・ファイターズはバンドとして活動を開始し、ボーカル兼ギターのフロントマンを務める。
これまで複数回にわたってグラミー賞を受賞し、2021年には「ロックの殿堂」入り。のちのインタビューで「もう少しマシなバンド名にしておけば良かった」とも話している。

### その他の音楽活動

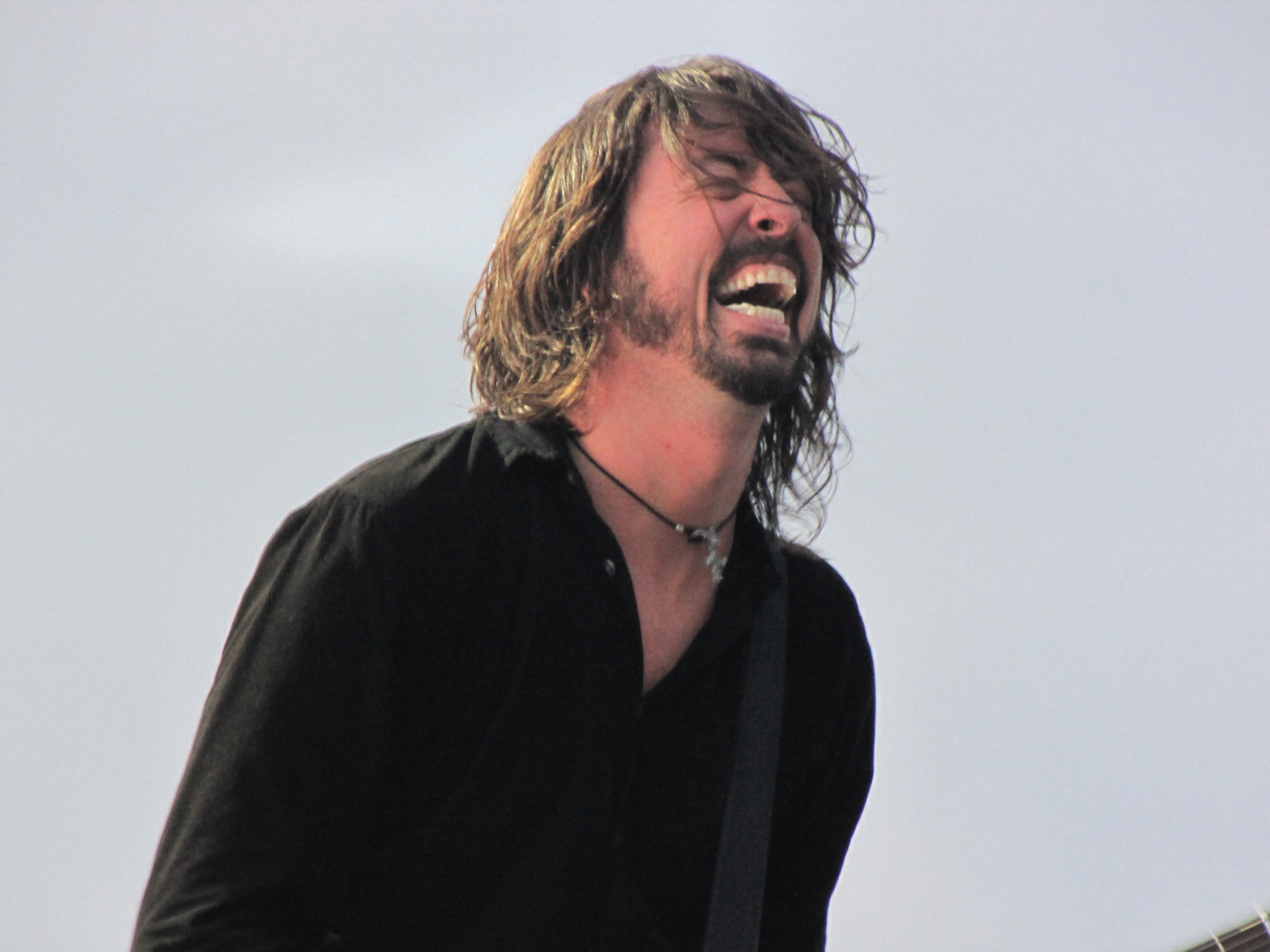
2011年

2004年にヘヴィメタルのプロジェクト「プロボット」を始動させる。レミー・キルミスター（モーターヘッド）、キング・ダイアモンド、スネイク（ヴォイヴォド）、トム・Ｇ・ウォリアー（セルティック・フロスト）、マックス・カヴァレラ（元セパルトゥラ、ソウルフライ、カヴァレラ・コンスピラシー）、クロノス（ヴェノム）などの多彩なヴォーカリストを迎えた同名のアルバムを発表した。
その他、クイーンズ・オブ・ザ・ストーン・エイジ（以下、QOTSA）、キリング・ジョーク、キャット・パワー、ガービッジ、ナイン・インチ・ネイルズなどの作品にドラマーとして参加。QOTSAではフジ・ロック・フェスティバルでドラマーとして帯同した。
2009年に、QOTSAのジョシュ・オムとレッド・ツェッペリンのジョン・ポール・ジョーンズと共にスーパーバンド「ゼム・クルックド・ヴァルチャーズ」を結成し、ドラムを担当、同年11月にアルバムをリリースした。
また、ポール・マッカートニーと交流を持ち、2009年のグラミー賞でのライブ、2009年のリヴァプールにおけるチャリティ・ライヴ「チルドレン・イン・ニード」で共演をしている。
2013年には、ドキュメンタリー・フィルム『サウンド・シティ - リアル・トゥ・リール』で初監督。

## 使用器材
エレクトリック・ギターは、ほぼギブソン製のスタンダードモデルを使用。主に「SGカスタム」「エクスプローラー」「ファイヤーバード」「レスポール」「ダヴ」などを扱う。バンド初期からのメインギターである「トリニ・ロペス・スタンダード」は、90年代にたまたま楽器屋で見かけた際に、特徴的なダイヤモンド・ホールに惹かれ購入したものらしい。チェリーレッドや希少なオリジナルのペルハムブルーフィニッシュ等、何本も所有している。ライブでは演奏性に優れたES-335の改造モデル「DG-335」をメインで使用している。
ドラムセットについてはニルヴァーナ時代は「TAMA（星野楽器）」製、フーファイターズでは「ドラム・ワークショップ（DW）」製などが確認され「DW-ICON」というスネアドラムの限定モデルがある。シンバルは「ジルジャン」製を使用している。

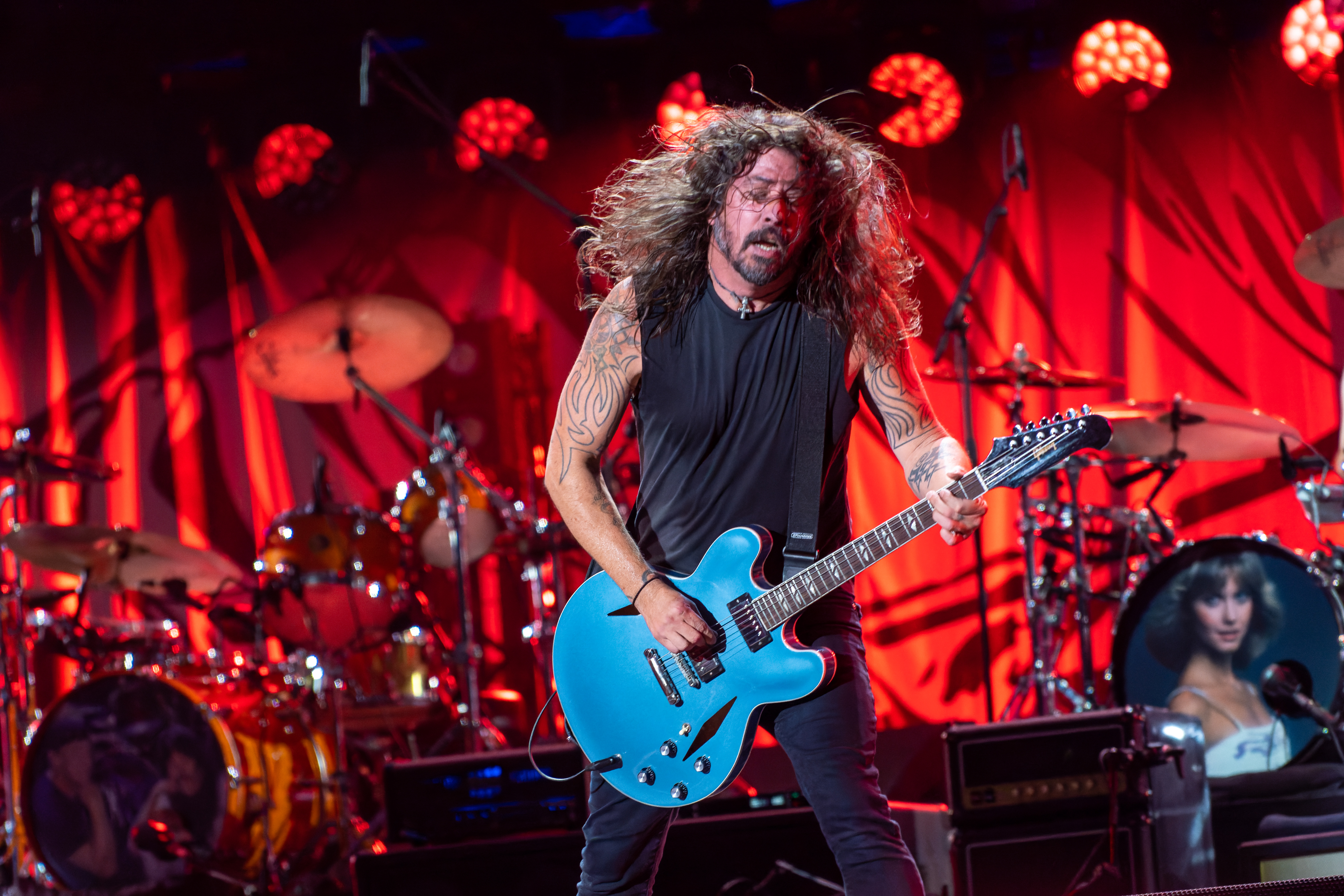
ギブソン「DG-335」シグネチャー・モデル (2022年) ピックアップは、バースト・バッカー2がフロント、3がリアに搭載されている。
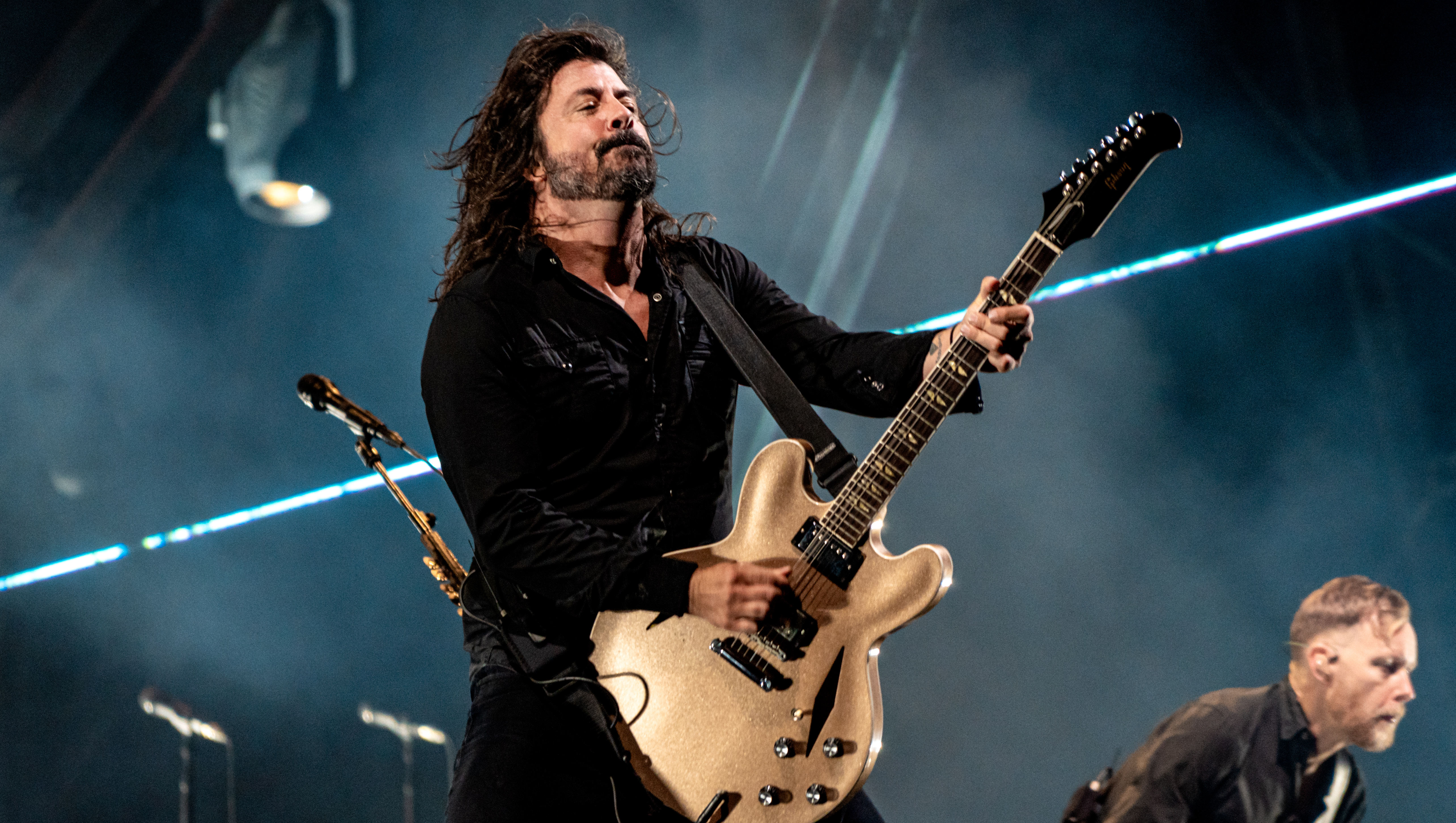
ギブソン「DG-335」メタリックゴールド・プロトタイプ (2019年)
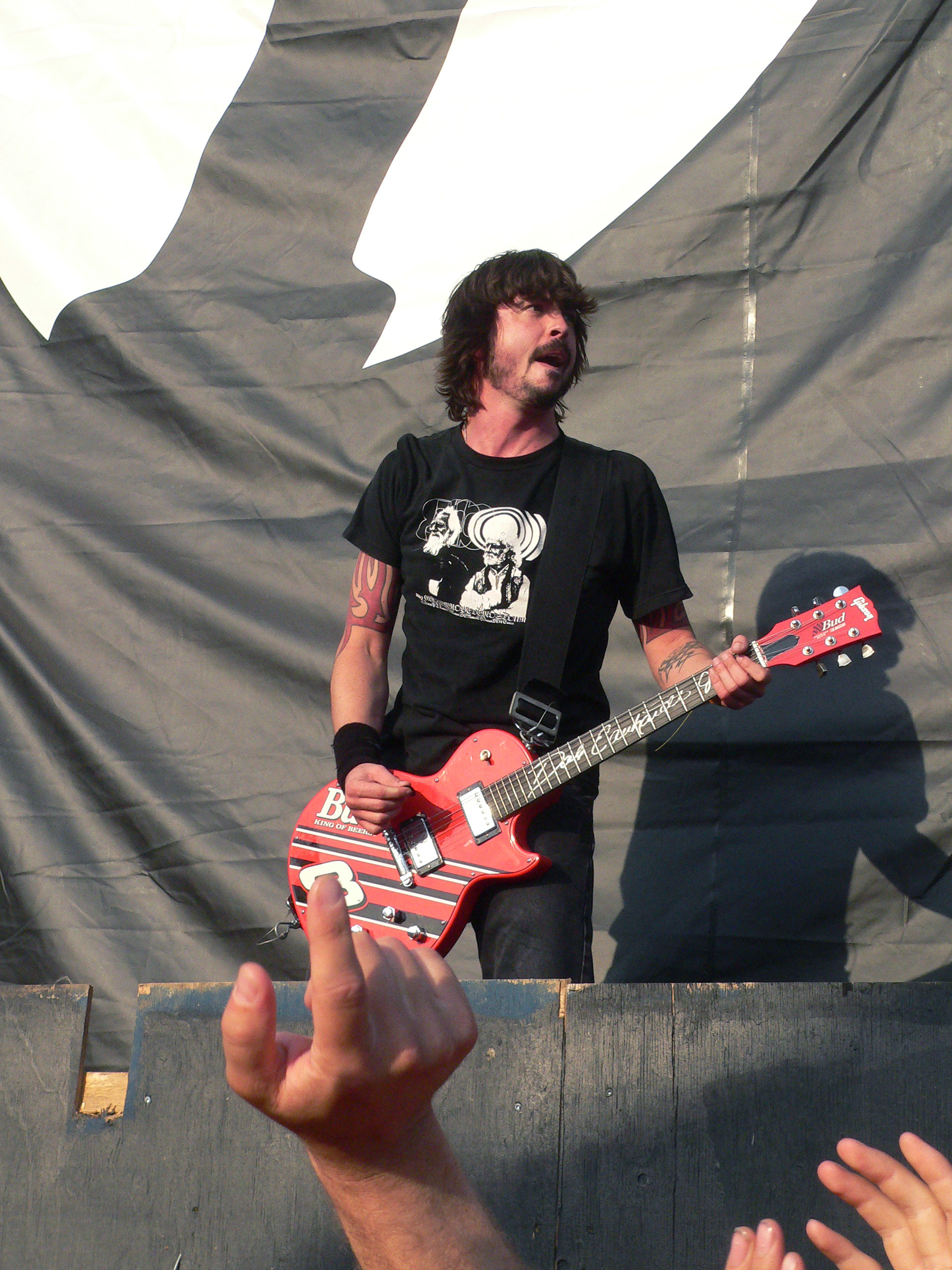
ギブソン「レスポール」(2005年)
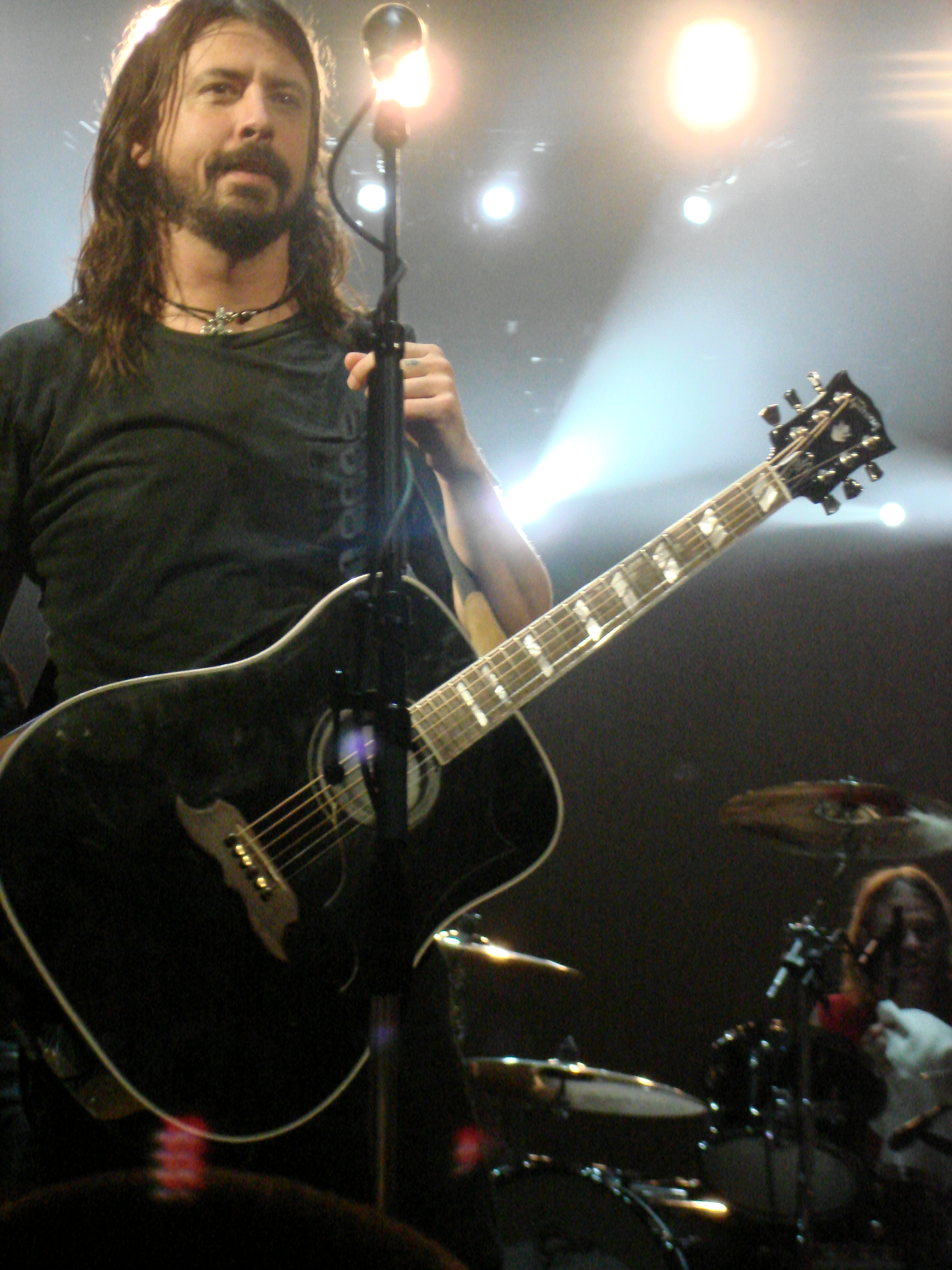
ギブソン・アコギ「ダヴ」 (2008年)
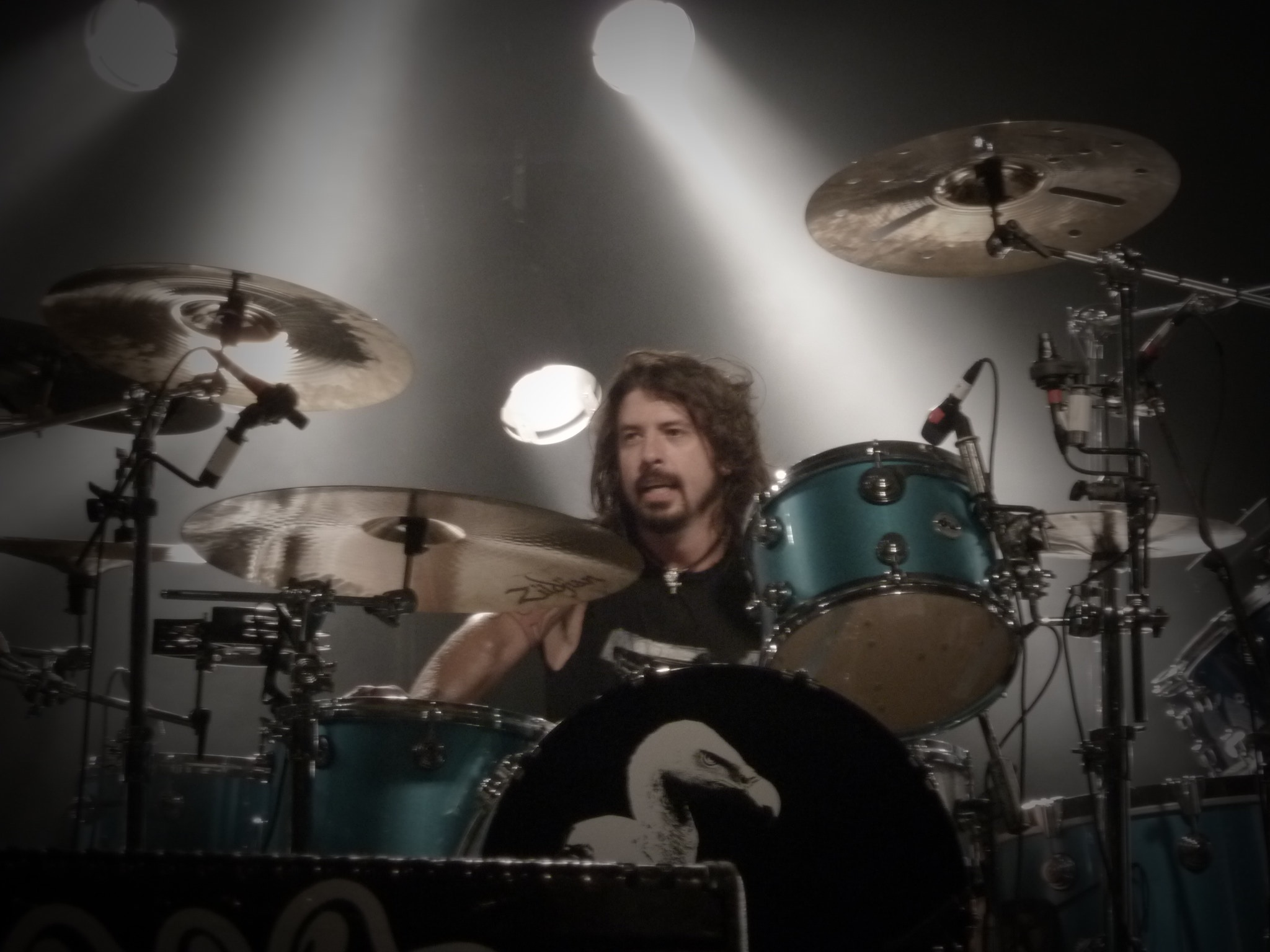
DW製ドラムセット (2009年)

## 人物

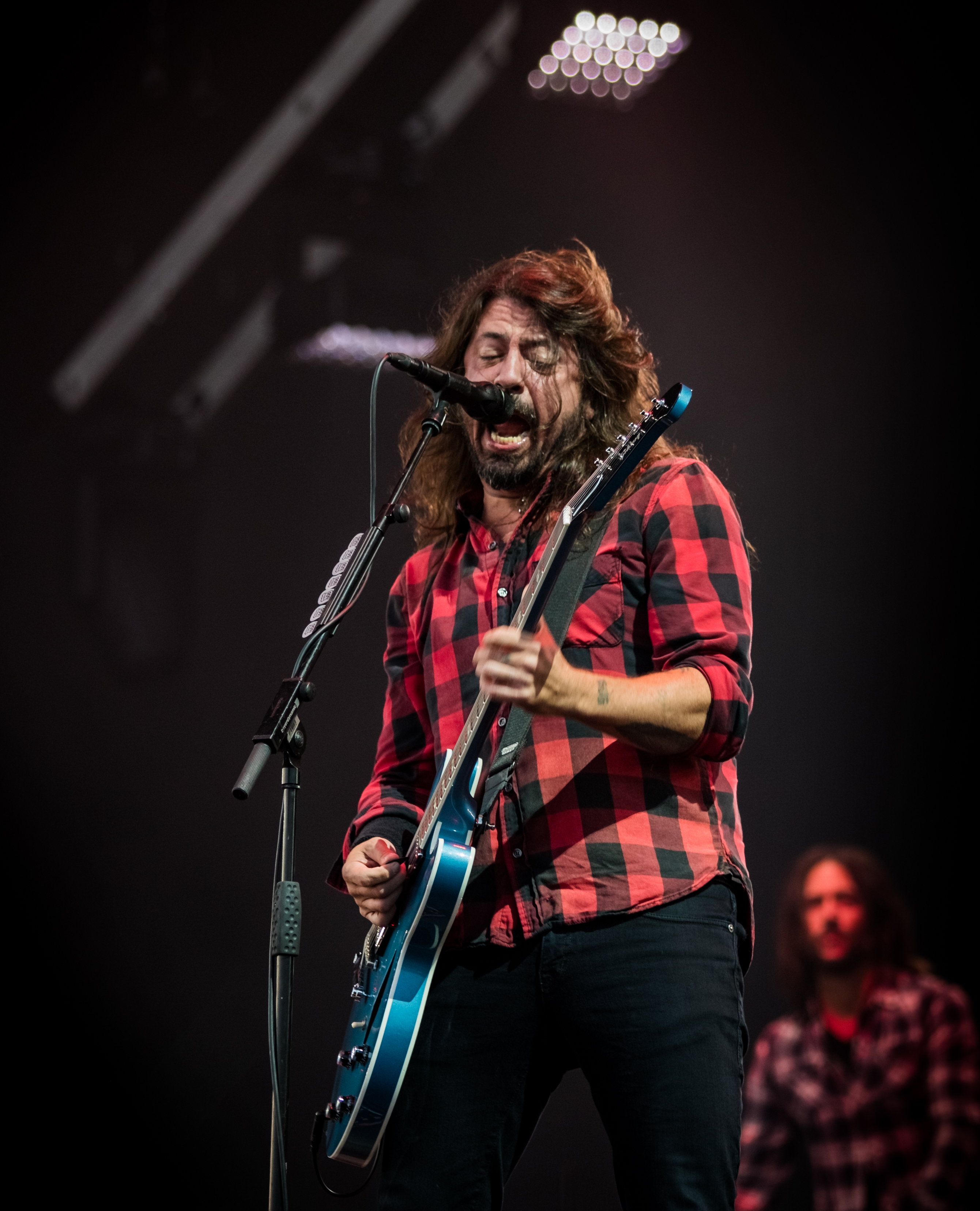
2018年

- 明るく誠実な人柄で、ニルヴァーナ時代は、気難しく人見知りの激しいコバーンの替わりに、スポークスマンを務める事も多かった。
- ポール・マッカートニー、リンゴ・スター、ミック・ジャガー、ジミー・ペイジ、アリス・クーパー、スラッシュ、レニー・クラヴィッツなどとの幅広い交友関係を持つ。
- 愛妻家、愛娘家としても有名で、音楽イベントに娘を連れていく時は、演奏時に必ず娘にイヤーマフを付けさせるなど、父親としての面倒見もよい。リンゴ・スターのロックの殿堂入りイベントでは演奏中のリンゴから「（その子は君の）娘さん？可愛いね！」と言われて喜んでいた。
- カートの妻であったコートニー・ラヴとは犬猿の仲で知られており、時折両者の誹謗中傷の応戦がマスコミを通じて行われることもあるが、現在は和解した模様。
- 1992年のMTV Video Music Awardsではマイケル・ジャクソンの格好で登場し、「I'm a king of Grunge」と皮肉めいたギャグを飛ばした。
- 現在より過去の活動を引き合いに出される事を嫌うミュージシャンも多い中、ニルヴァーナでの活動に対して肯定的な態度を取っている。
- 首筋にフー・ファイターズのロゴマークを象った「FF」というタトゥーを入れている（3rdアルバムのジャケット写真にも使用されている）。
- 中毒と呼べるほどのコーヒー好きであり、2010年3月にはカフェインの過剰摂取が原因で体調を崩し、病院で診察を受けた[12]。
- 「ドラムマシーン」とも称される、かなり激しいプレイ・スタイルは、2010年の「ローリング・ストーン誌の選ぶ歴史上最も偉大な100人のドラマー」に於いて、ジョン・ボーナム、ニール・パート、キース・ムーンに続く第4位に選ばれている。
- ニルヴァーナ時代の『MTV・アンプラグド・イン・ニューヨーク』での収録は「悪夢だった」と回想している。これは上記のようなプレイスタイルであるが故で、リハーサルでコバーンに「静かにできないか？(Can you play quieter?)」と言われたため。結果プロデューサーから特殊なドラムスティック(Pro-Mark Hot Rod)を渡されて難を逃れた[13]。
- ギターのクリス・シフレット（英語版）の兄、スコット・シフレット（英語版）が在籍するバンド フェイス・トゥ・フェイス（パンク・ロックバンド）（英語版）のミュージック・ビデオ「New Way」（2002年）に数秒だけ出演している。[14]
- フー・ファイターズと名づけたのはデイヴである。初めてレコーディングした際、彼はギターやベース、ドラム等すべての楽器を演奏しており、自分が作ったものだと知られたくなかったので、グループっぽい名前だからという理由で「フー・ファイターズ」と名づけた。ちなみに彼はこの名前をあまり気に入っていないという。

## ディスコグラフィ

### ソロ
- Play (2018), Roswell

### スクリーム
- No More Censorship (1988), RAS Records
- Live! At Van Hall - Amsterdam (1988), Konkurrel Records
- Your Choice Live Series Vol. 10 (1990), Your Choice Records
- Fumble (Recorded 1989 / Released 1993), Dischord Records

### ニルヴァーナ
- 『ネヴァーマインド』 - Nevermind (1991), DGC
- 『ホルモウニング』 - Hormoaning (1992), DGC/Geffen
- 『インセスティサイド』 - Incesticide (1992), Sub Pop/DGC
- 『イン・ユーテロ』 - In Utero (1993), DGC/Geffen
- 『MTV・アンプラグド・イン・ニューヨーク』 - MTV Unplugged in New York (1994), DGC/Geffen
- 『ニルヴァーナ シングルズ』 - Nirvana Singles (1995), DGC/Geffen
- 『フロム・ザ・マディ・バンクス・オブ・ウィシュカー』 - From the Muddy Banks of the Wishkah (1996), DGC/Geffen
- 『ニルヴァーナ』 - Nirvana (2002), DGC/Geffen
- 『ウィズ・ザ・ライツ・アウト』 - With the Lights Out (2004), DGC/Geffen/Universal
- 『スリヴァー』 - Sliver: The Best of the Box (2005), DGC/Geffen/Universal
- 『ライヴ・アット・レディング』 - Live at Reading (2009), Geffen

## 著作
- 『デイヴ・グロール自伝 THE STORYTELLER 音楽と人生――ニルヴァーナ、そしてフー・ファイターズ』DU BOOKS、中村明美訳、2022年。